# نيك دي لوكا
نيك دي لوكا (بالإنجليزية: Nick De Luca)‏ هو لاعب اتحاد الرغبي بريطاني، ولد في 1 فبراير 1984 في دامفريس ‏ في المملكة المتحدة.

## وصلات خارجية
- نيك دي لوكا على موقع سلسلة سباعيات الرغبي العالمية - رجال (الإنجليزية)
- نيك دي لوكا عل موقع إسبنسكروم (الإنجليزية)
- نيك دي لوكا على موقع ItsRugby.co.uk (الإنجليزية)